# Torre Iberdrola
Torre Iberdrola – najwyższy wieżowiec w Bilbao. Zaprojektowane przez architekta César Pelli. Budowę wieżowca rozpoczęto 19 marca 2007, a zakończono w roku 2011.
Wieża ma 165 metrów wysokości i jest rozłożona na 41 pięter i 50 000 m², w kształcie trójkąta równoramiennego o bokach lekko zakrzywionych.